# Ceriodaphnia
Ceriodaphnia is een geslacht van watervlooien uit de familie van de Daphniidae.

## Soorten
- Ceriodaphnia cornuta G.O. Sars, 1885
- Ceriodaphnia laticaudata P.E. Müller, 1867
- Ceriodaphnia pulchella Sars, 1862
- Ceriodaphnia quadrangula (O.F. Müller, 1785)
- Ceriodaphnia reticulata (Jurine, 1820)